# Balquhidder
Balquhidder (Schottisch-gälisch: Both Chuidir) ist eine kleine Ortschaft in der Council Area Stirling in Schottland. Sie liegt in den südlichen Highlands in der historischen Region Perthshire am Ostende von Loch Voil an dessen Abfluss Balvag. Wie die südlich liegenden Trossachs gehört Balquhidder zum Loch Lomond and the Trossachs National Park. Der Ort hat etwa 100 Einwohner.
Bekannt ist der Ort vor allem durch das Grab von Robert Roy MacGregor, genannt Rob Roy, der hier 1734 starb und auf dem lokalen Friedhof beigesetzt wurde. Rob Roy war ein Volksheld des 18. Jahrhunderts, der auch als schottischer Robin Hood bezeichnet wird. Zum geächteten Clan MacGregor gehörend, wurde er als Viehdieb schließlich inhaftiert, aber 1727 begnadigt. Seine letzte Lebensjahre verbrachte er in Balquhidder. Sein Grab ist eine vielbesuchte Touristenattraktion. Über Jahrhunderte gehörte der Ort allerdings zum Gebiet des Clan MacLaren, dessen traditioneller Begräbnisplatz der Friedhof war.

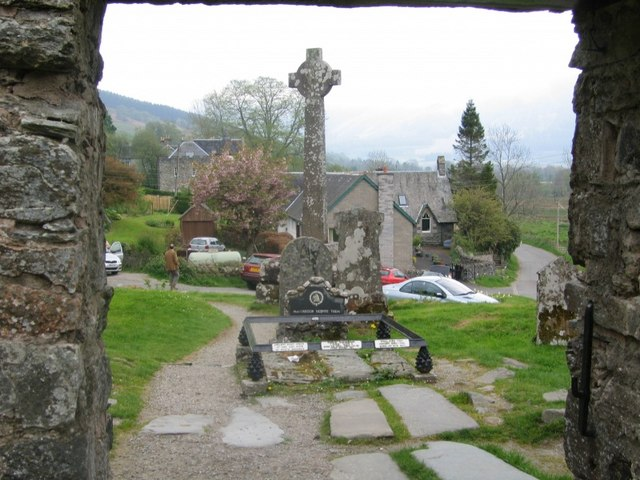
Das Grab von Rob Roy

Auf dem Friedhof steht neben der Ruine der alten, 1631 erbauten Kirche auch eine neue, 1855 fertiggestellte Kirche. Der Ort besitzt eine Village Hall; die nächste Schule liegt im Nachbarort Strathyre. Neben zwei Hotels besitzt der Ort auch einige Bed and Breakfasts und Cottages für Selbstversorger als Unterkunftsmöglichkeiten. Von 1870 bis 1965 besaß Balquhidder Bahnanschluss; die Strecke der früheren Callander and Oban Railway fiel der Beeching Axe zum Opfer. Bereits 1951 war die 1905 eröffnete Bahn von Balquhidder nach Crieff wieder eingestellt worden.
Die reizvolle Umgebung der Trossachs und des westlich von Balquhidder liegenden Balquhidder Glen sind beliebte Ziele für Wanderer und Bergsteiger, ebenso Loch Lubnaig südlich des Ortes. Zu den bekannten Bergen der Umgebung gehören der Ben Ledi, der Ben Vorlich und der Stob Binnein.

## Persönlichkeiten
- Robert Roy MacGregor (1671–1734), schottischer Volksheld, starb in Balquhidder
- Albert Armitage (1864–1943), schottischer Polarforscher, wurde in Balquhidder geboren